# Open Christmas Letter
L'Open Christmas Letter (en français, Lettre ouverte de Noël) est une lettre ouverte en faveur de la paix qu'adresse un groupe de 101 suffragistes britanniques aux femmes d'Allemagne et d'Autriche en 1914, à l'approche du premier Noël de la Première Guerre mondiale. La lettre ouverte de Noël est écrite en lien avec les horreurs croissantes de la guerre moderne et en réponse directe aux lettres adressées à la féministe américaine Carrie Chapman Catt, présidente de l'Alliance internationale des femmes (IWSA), par un petit groupe de féministes germaniques. Publiée en janvier 1915 dans Jus Suffragii, le journal de l'association, la lettre ouverte reçoit une réponse deux mois plus tard écrite par un groupe de 155 pacifistes allemandes et autrichiennes. L'échange de lettres entre les femmes des nations en guerre a contribué à promouvoir les objectifs de paix et à empêcher la rupture de l'unité qui résidait dans l'objectif commun d'obtention du droit de vote des femmes.

## Réaction à la guerre

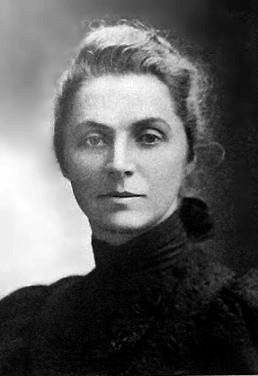
Emily Hobhouse est l'autrice de la lettre ouverte de Noël et la fait circuler pour signatures.

Le mouvement suffragiste se trouve divisé face à l'engagement anti-guerre. En août 1914, alors que le monde se prépare à la guerre, les féministes britanniques sont nettement divisées en deux camps : la majorité souhaite contribuer à l'effort de guerre tandis qu'une minorité s'oppose au conflit. Onze membres pacifistes démissionnent de la National Union of Women's Suffrage Societies (NUWSS) pour rejoindre la Ligue internationale des femmes pour la paix et la liberté (WILPF).
La Women's Social and Political Union (WSPU), plus militante, dirigée par Emmeline et Christabel Pankhurst, a pour sa part mis fin à son activisme en faveur du droit de vote des femmes et prône le soutien à la cause de la guerre. Cependant, en octobre 1914, Sylvia Pankhurst se rend à Glasgow et se prononce contre la guerre, devenant l'une des premières suffragettes à le faire. Elle déclare que « la paix doit être faite par le peuple et non par les diplomates », tout en acceptant la suspension de l'activisme militant et en encourageant la participation des femmes à l'effort de guerre dans le cadre du War Emergency Worker's Committee.

## Suffragistes allemandes

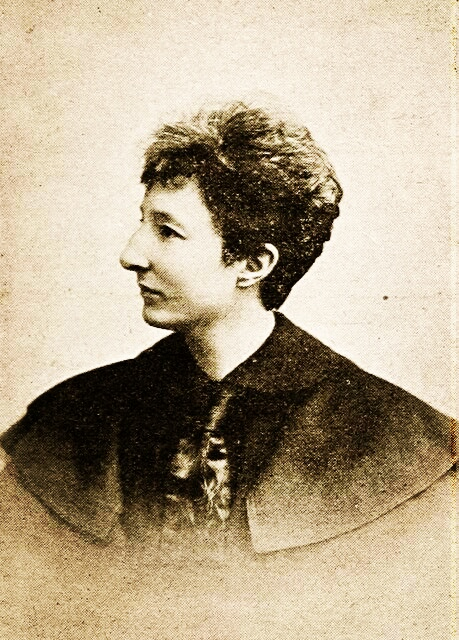
Anita Augspurg, avocate et militante allemande, autrice d'une lettre à l'Alliance internationale des femmes à la fin de 1914.

Le décembre 1914, Carrie Chapman Catt publie dans Jus Suffragii (en), l'organe de l'Alliance internationale des femmes une lettre adressée par plusieurs fémininistes allemandes, notamment Anita Augspurg et Lida Heymann. La lettre est intitulée « À l'International Woman Suffrage Alliance, par l'intermédiaire de sa présidente, Mme Chapman Catt », et commence ainsi : « Aux femmes de toutes les nations, salutations chaleureuses et chaleureuses en ces temps malheureux et sanglants », puis indique que la guerre ne doit pas séparer les femmes auparavant unies par la lutte commune en faveur de la liberté personnelle et politique, soulignant également que la « véritable humanité ne connaît pas de haine nationale, pas de mépris national ».
Carrie Chapman Catt rend publique une autre lettre, envoyée par la féministe Clara Zetkin, dans laquelle celle-ci exprime le désir que « le tonnerre des armes à feu et les cris des jingoïstes » ne fassent pas oublier « le bien-commun de la civilisation dans les pays européens ».

## Suffragistes britanniques

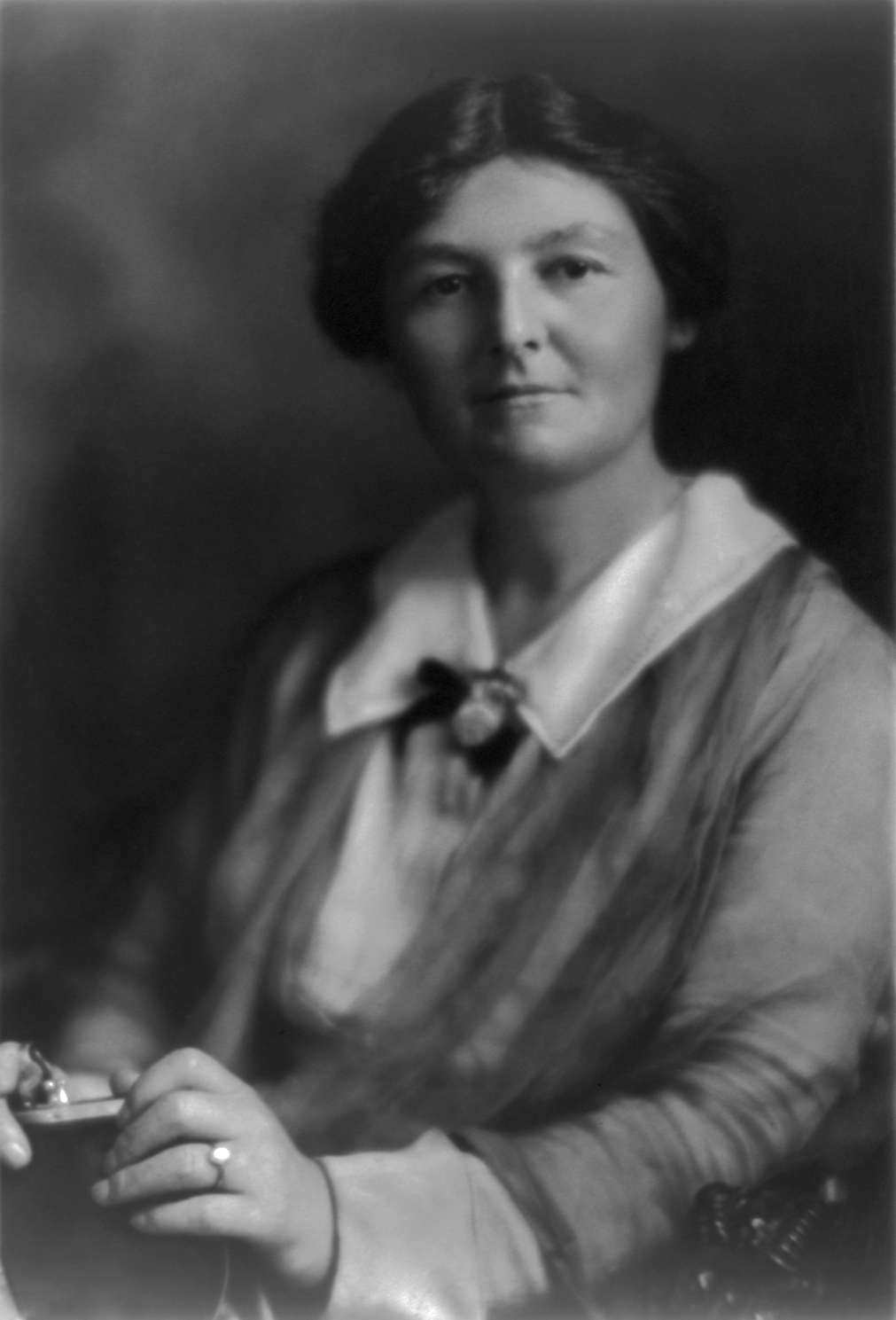
Margaret Bondfield a signé la lettre ouverte de Noël mais n'a pas pu se rendre à La Haye en avril 1915.

En réponse aux lettres d'Allemagne, Emily Hobhouse organise la rédaction et la signature d'une lettre en faveur de la paix par des femmes britanniques, connue sous le nom de l'« Open Christmas Letter ». Emily Hobhouse est connue pour son engagement contre les camps de concentration de la seconde guerre des Boers. Elle écrit en novembre 1914 une lettre qu'elle fait circuler auprès des femmes en faveur de la paix.
Sylvia Pankhurst et Helen Bright Clark sont parmi les premières signataires de la lettre. Les autres signataires sont Margaret Ashton, Margaret Bondfield, Eva Gore-Booth, Esther Roper, Maude Royden, Helena Swanwick,. Plusieurs signataires sont membres de la Women's Labour League (en) et du Parti travailliste indépendant. L'une des signataires est américaine, Florence Edgar Hobson, l'épouse du théoricien social et économiste libéral anglais John Atkinson Hobson,.
Sous le titre On Earth Peace, Goodwill towards Men — citation de l'Évangile selon Luc qui est une référence directe à Noël —, la lettre indique que « certaines d'entre nous souhaitent vous envoyer un mot en ce triste temps de Noël, bien que nous ne puissions parler que par voie de presse ». La lettre rappelle égalemet que, comme durant la seconde guerre des Boers (1899-1902) et les guerres balkaniques (1912-1913), « le poids de la guerre moderne retombe sur les non-combattants ». « N'est-ce pas notre mission de préserver la vie ? L'humanité et le bon sens ne nous poussent-ils pas à nous serrer les coudes avec les femmes des pays neutres, et à exhorter nos gouvernants à ne plus verser de sang ? […] Même à travers le fracas des armes, nous chérissons la vision de notre poète : “Cent nations jurent qu'il y aura
pitié et paix et amour parmi les bons et libres”. Que Noël hâte ce jour ».

## Réponse

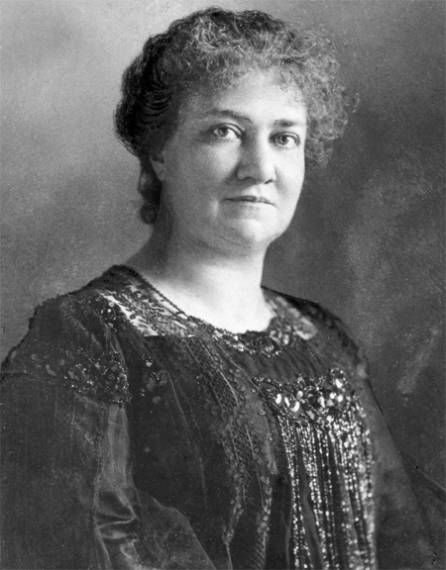
Rosa Mayreder, féministe autrichienne, signataire de la réponse.

Au printemps 1915, 155 féministes allemandes et autrichiennes répondent à la lettre de Noël, notamment Augspurg et Heymann, qui avaient envoyé la précédente lettre d'Allemagne. Parmi les signataires allemandes, Margarethe Lenore Selenka, Minna Cauer et Helene Stöcker. Rosa Mayreder, Marianne Fickert, Ernestine Federn et Ernestine von Fürth font partie du groupe des signataires autrichiens. La réponse est intitulée Lettre ouverte en réponse à la lettre ouverte de Noël des Anglaises aux femmes allemandes et autrichiennes et est publiée dans Jus Suffragii le 1er mars 1915. La lettre commence ainsi : « À nos sœurs anglaises, sœurs de la même race, nous exprimons au nom de nombreuses femmes allemandes nos chaleureux et sincères remerciements pour leurs vœux de Noël, dont nous n'avons entendu parler que récemment. Ce message est une confirmation de ce que nous prévoyions - que les femmes des pays belligérants, en toute fidélité, dévotion et amour pour leur pays, peuvent aller au-delà et maintenir une véritable solidarité avec les femmes des autres nations belligérantes, et que des femmes vraiment civilisées ne perdent jamais leur humanité ».

## Initiatives de paix

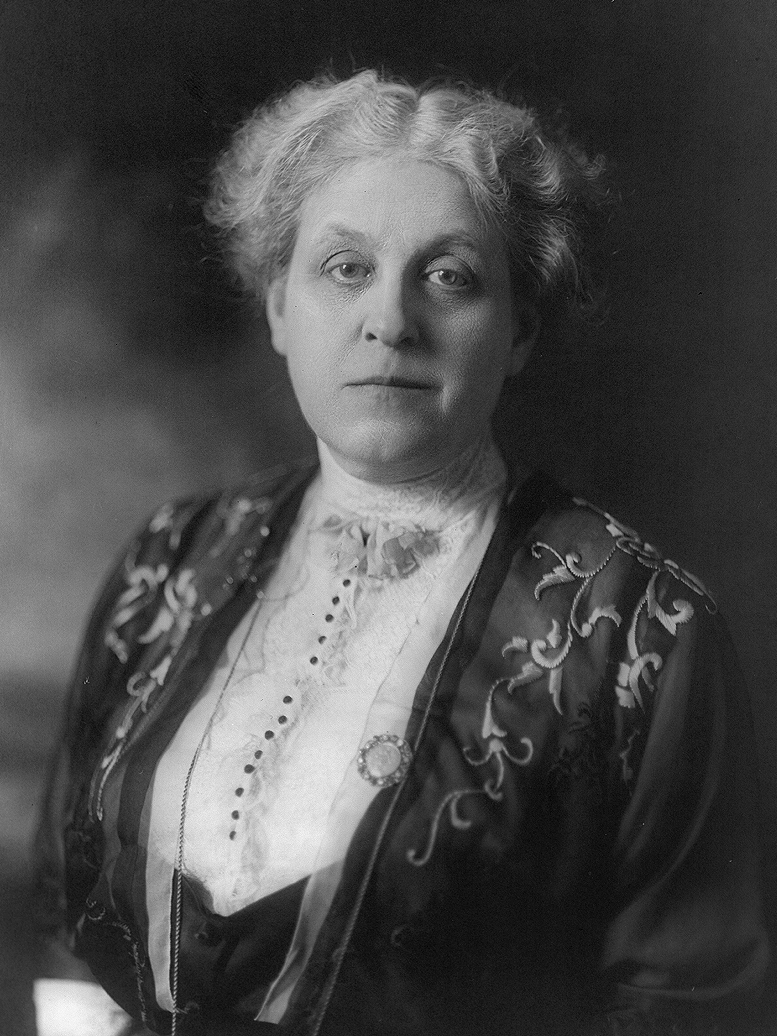
Carrie Chapman Catt contribue à l'échange de vœux de paix entre les femmes des nations en guerre.

Immédiatement après le déclenchement de la guerre en août 1914, Rosika Schwimmer, originaire d'Autriche-Hongrie travaillant en Angleterre mais empêchée par la guerre de rentrer chez elle, propose la tenue d'une conférence internationale des neutres pour servir de médiateur entre les nations en guerre. En septembre 1914, Marie Stritt, présidente de l'Union allemande pour le droit de vote des femmes, écrit à l'Américaine Carrie Chapman Catt en indiquant son « profond regret personnel » pour la « terrible guerre », pour dire que les femmes allemandes devaient retirer leur invitation au congrès annuel de l'Alliance internationale des femmes prévu en juin 1915 à Berlin. En décembre 1914, Julia Grace Wales, professeure à l'université du Wisconsin, publie une brochure intitulée Continuous Mediation Without Armistice (Médiation continue sans armistice), connue sous le nom de « plan du Wisconsin (en) ». S'inspirant de ces messages, Carrie Chapman Catt propose la tenue d'un congrès international de paix des femmes à La Haye, ville située dans un pays neutre, pendant quatre jours à compter du 28 avril 1915.
Lorsque cette annonce parvient au Royaume-Uni, le NUWSS est divisé entre des patriotes comme Millicent Fawcett d'une part, et les signataires de la lettre de Noël d'autre part, qui souhaitent envoyer des délégués à la conférence pour la paix. Cependant, la majorité des membres du NUWSS se montrent davantage nationalistes que pacifistes, et sont surtout soucieux d'aider le Royaume-Uni à gagner la guerre. Les membres du NUWSS rejettent une résolution favorisée par Helen Bright Clark et Margaret Bondfield, qui aurait soutenu l'envoi d'une délégation à La Haye,. Margaret Ashton décide alors de démissionner du NUWSS et elle est ensuite censurée par la branche locale suffragiste de Manchester. Helena Swanwick et Maude Royden démissionnent également du NUWSS et prévoient de participer à la conférence de La Haye.
À La Haye, entre le 28 avril et le 1er mai 1915, un grand congrès de 1 150 femmes d'Amérique du Nord et d'Europe se réunit pour discuter de propositions de paix. L'événement est connu comme le Congrès international des femmes ou le Congrès des femmes pour la paix. Un contingent prévu de 180 femmes britanniques est considérablement réduit à seulement trois personnes par l'annulation par le gouvernement britannique du service de ferry sur la Manche, bloquant notamment Helena Swanwick et Maude Royden, parmi d'autres femmes. Ayant déjà voyagé à Flessingue en mission caritative fin octobre 1914 pour fournir de la nourriture aux réfugiés du siège d'Anvers, Chrystal Macmillan peut assister à la conférence des femmes et parler au nom du Royaume-Uni. Chrystal Macmillan, signataire de la lettre ouverte de Noël, avait précédemment démissionné du NUWSS lorsque le refus du parti de s'opposer à la guerre était devenu manifeste. Elle est nommée déléguée du comité international qui se rendra dans les pays neutres et défendra la proposition du congrès. Le « plan du Wisconsin » est adopté à l'unanimité comme la meilleure méthode pour ramener la paix, et Chrystal Macmillan, Rosika Schwimmer et le comité se rendent aux États-Unis pour présenter le plan au président Woodrow Wilson. Certaines propositions de paix des femmes sont reprises par ce dernier dans ses « Quatorze points », et les efforts des femmes ont contribué à encourager la fondation ultérieure de la Société des Nations.

## Suffrage des femmes
Pendant la guerre, alors que les suffragistes britanniques s'abstenaient d'actions militantes, les hommes d'État britanniques tels que le Premier ministre Herbert Henry Asquith commencent à changer d'avis concernant le droit de vote des femmes. Au début de 1917, une clause accordant le droit de vote aux femmes propriétaires âgées de 30 ans et plus fut débattue et, en juin, elle est jointe au projet de loi qui deviendra plus tard la Representation of the People Act 1918. Dix ans plus tard seulement, la pleine égalité de vote est réalisée au Royaume-Uni avec la loi de 1928 sur la représentation du peuple